# Sân bay Beslan

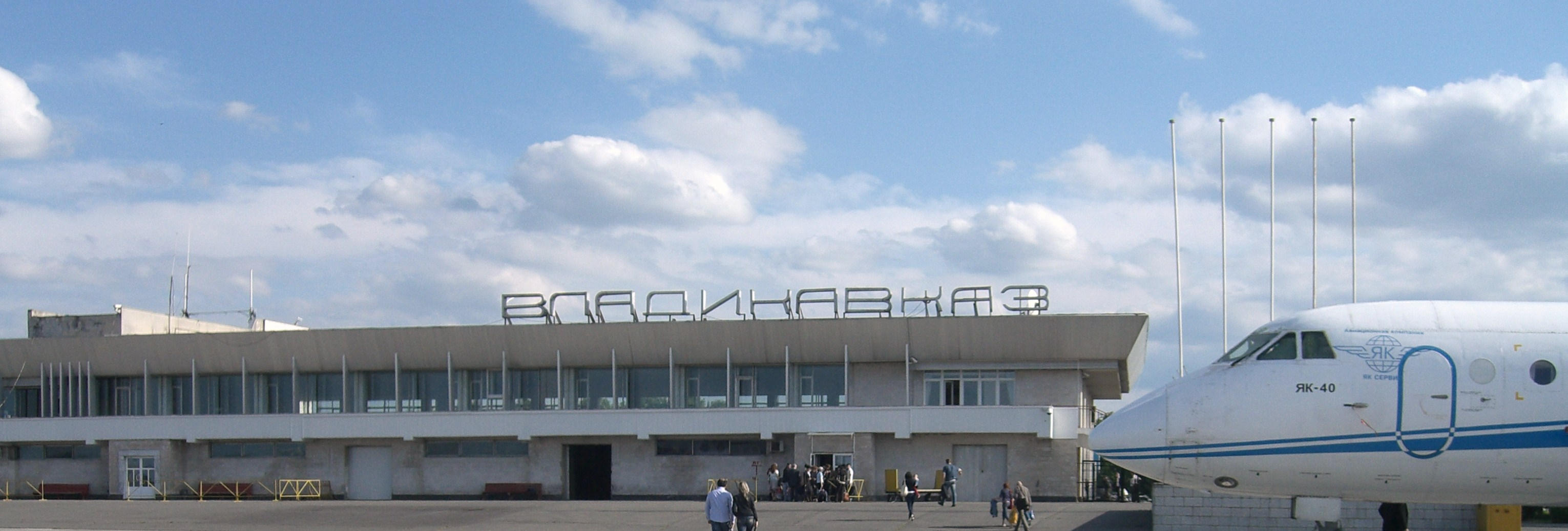
Beslan Airport, North Ossetia

Sân bay Beslan (tiếng Nga: Аэропорт Беслан) (IATA: OGZ, ICAO: URMO) là một sân bay dân dụng ở Cộng hòa Bắc Ossetia-Alania, Nga, cách thành phố Beslan 5 km về phía đông bắc, cách Vladikavkaz 9 km. Sân đỗ có sức chứa 5 máy bay cỡ vừa và 9 máy bay nhỏ.

## Các hãng hàng không và các điểm đến
- Alania Airlines (Moskva-Vnukovo)
- S7 Airlines (Moskva-Domodedovo)
- VIM Airlines (Moskva-Vnukovo)